# Trochita
Genre
Synonymes
- Trochatella Lesson, 1831
- Trochilla Swainson, 1835[1]

Trochita est un genre de mollusques gastéropodes appartenant à la famille des Calyptraeidae. L'espèce-type est Trochita trochiformis.

## Liste d'espèces
Selon World Register of Marine Species (27 septembre 2017) :
- Trochita dhofarensis Taylor & Smythe, 1985
- Trochita pileolus (d'Orbigny, 1841)
- Trochita pileus (Lamarck, 1822)
- Trochita trochiformis (Born, 1778)
- Trochita ventricosa Carpenter, 1857